# 亨利冰磧
71°57′S 9°38′E / 71.950°S 9.633°E
亨利冰磧，是南極洲的冰磧，位於毛德皇后地的阿斯特里德公主海岸，處於比耶克山西北面，屬於康拉德山脈的一部分，根據挪威探險隊的測量和拍攝的空中照片繪入地圖，現時由南極條約體系管理。